# 경주 윤씨
경주 윤씨(慶州 尹氏)는 경상북도 경주시를 본관으로 하는 한국의 성씨이다.

## 역사
경주 윤씨(慶州 尹氏)는 해주 윤씨(海州 尹氏)에서 직계 분적된 본관(관향)이며 경주 윤씨(慶州 尹氏)의 시조인 윤통(尹統)은 조선 태조(朝鮮 太祖) 임금 때 중국 명(明)나라에서 조선(朝鮮)으로 건너 온 윤공(尹恭)의 장자(長子)이며 명 제국(明 帝國)에서 부윤(府尹)아라는 관직을 지낸 윤신(尹信, 윤공(尹恭)의 형)의 친조카인데 그는 조선 태종(朝鮮 太宗) 임금 때 문과에 급제하여 호조참판(戶曹參判)이라는 관직을 역임하였다.
- 연일 정씨 족보에 의하면 정종소의 처 평산 윤씨가 있는데 그 부친이 참판 윤통으로 기록되어 있다.
- 황보인의 지봉선생실기에는 윤통의 본관이 평산으로 되어있고 부친도 윤상문(尹尙文)으로 되어있다.

## 참고 자료
- 《경주윤씨 慶州尹氏》. 韓国学中央研究院.